# Список керівників держав 1080 року
Список керівників держав 1079 року — 1080 рік — Список керівників держав 1081 року — Список керівників держав за роками

## Азія

### Західна Азія
- Аббасидський халіфат — халіф Аль-Муктаді Біамриллах (1075—1094)

Ємен —
- Наджахіди — амір Саїд бін Наджах (бл. 1060—1088)
- Сулайхіди — емір Аль-Мукаррам Ахмад (бл. 1067—1086)

Кавказ
- Вірменія:
  - Кілікійське царство — Рубен I, князь (1080—1095)
  - Сюнікське царство — цар Сенекерім (1072—1096)
  - Ташир-Дзорагетське царство — цар Кюріке (Гурген) II (1048—1089)
- Грузія — цар Георгій II (1072—1089)
  - Тбіліський емірат — емір Фалдун (1068—1080)
  - Кахетія — цар Агсартан I (1058—1084)
- Держава Ширваншахів — ширваншах Фарібурз I ібн Саллар (1063—1096)

- Шеддадіди (Гянджинський емірат) — емір Манучехр ібн Шапур I (Ані) (1072 — 1 118); Фадл III ібн Фадл, емір (Гянджа) (1073—1088/1089)

### Центральна Азія
- Газнійська держава (Афганістан) — султан Ібрагім (1059—1099)
- Гуріди — малік Мухаммад ібн Аббас (1060—1080)

- Персія
  - Баванді (Табаристан) — іспахбад Шахрияр IV (1074—1114)

- Середня Азія
  - Східно-Караханідське ханство — хан Харун II Богра-хан (1075—1102)
  - Західно-Караханідське ханство — хан Шамс аль мульк (1068—1080)

- Сельджуцька імперія — великий султан Мелік-шах I (1072—1092)
  - Дамаський емірат — Тутуш І, емір (1079—1095)
  - Керманський султанат — султан Султан-шах (1074—1085)
- Західна Ся — імператор Хуейзун (Лі Бінчан) (1067—1086)

### Південна Азія
- Індія
  - Східні Ганги — Анантаварман Чодагнга, царь (1078—1147)
  - Венгі— Східні Чалук'я — магараджа Шантиварма (1076—1094)
  - Західні Чалук'я — магараджа Трібхуванамалла Вікрамадітья VI (1077—1127)
  - Держава Хойсалів — перманаді Вінаядітья (1047—1098)
  - Династія Сена — Хеманта Сена, раджа (1070—1096)
  - Імперія Пала — магараджа Рамапала (1077—1130)
  - Калачурі — Ясахкарна, раджа (1072—1125)
  - Качарі — цар Корпоордхвай (бл. 1070 — бл. 1100)
  - Кашмір — цар Калаша (1063—1089)
  - Орісса — магараджа Янмежайя II (1065—1080)
  - Парамара (Малава) — магараджа Удаядітья (1068/1069 — 1087)
  - Соланка — раджа Карнадева I (1063—1093)
  - Чандела — раджа Кіртіварман (1060—1100)
  - Держава Чера — магараджа Раві Варман III (1043—1082)
  - Чола — магараджа Раджендра Кулоттунга I (1070—1120)
  - Ядави (Сеунадеша) — магараджа Сеуначандра II (1060—1085)
- Шрі-Ланка
  - Полоннарува — Війябаху I, цар (1056—1110)

### Південно-Східна Азія
- Кхмерська імперія — імператор Харшаварман III (1066—1080)
- Дайков'єт — імператор Лі Нян Тонг (1072—1127)
- Далі (держава) — король Дуань Ляньї (1075—1080); Дуань Шоухуей (1080—1081)
- Паган — король Солу (1078—1084)
- Індонезія
  - Сунда — магараджа Ланглангбхумі (1064—1154)

### Східна Азія
- Ляо — імператор Дао-цзун (1055—1101)
- Японія — Імператор Сіракава (1073—1087)
- Китай (Імперія Сун) — імператор Шень-цзун (Чжао Сюй) (1067—1085)
- Корея
  - Корьо — ван Мунджон (1046—1083)

## Африка
- Альморавіди — імам Абу Бакр (бл. 1059—1087); Юсуф ібн Ташфін (1061—1086)
- Аксум (Ефіопія) — імператор Кедус Гарбе (1079—1109)
- Зіріди — емір Тамім Абу Йахья ібн аль-Муїзз (1062—1108)
- Імперія Гао — дья Тіб (бл. 1070 — бл. 1080)
- Мукурра — цар Георгій III (бл. 1030 — бл. 1080)
- Фатімідський халіфат — халіф Маад аль-Мустансир Біллах (1036—1094)
- Канем — маї Шу (Хува) (1077—1081)
- Хаммадіди — султан Насір ібн Альнас (1062—1088)

## Європа

### Британські острови
- Шотландія — король Малькольм III (1058—1093)
- Англія — король Вільгельм I Завойовник (1066—1087)
- Уельс:
  - Гвінед — король Трахайарн ап Карадог (1075—1081)
  - Глівісінг (Морганнуг) — король Карадог ап Грифід (1074—1081)
  - Дехейбарт — король Рис ап Теудур (1078—1093)
  - Королівство Повіс — король Іорвет ап Бледін (1075—1103, 1110—1111); Кадуган ап Бледін (1075—1113); Маредід ап Бледін (1075—1102, 1116—1132)

### Північна Європа
- Данія — король Гаральд III (1074—1080); Кнуд IV Святий (1080—1086)
- Ірландія — верховний король Тойрделбах Ва Бріайн (1072—1086)
  - Айлех — король Аед мак Нейлл (1068—1083)
  - Дублін — король Муйрхертах Уа Бріайн (1075—1086)
  - Коннахт — король Аед V (1067—1087)
  - Лейнстер — король Доннхад III (1075—1089)
  - Міде — король Маел Сехнайлл Бан мак Конхобайр Сехлайнн (1073—1087)
  - Мунстер — король Тойрделбах Ва Бріайн (1064—1086)
  - Ольстер — король Аед Маредах Уа Еохада (1078—1080); Холл на Горта Уа Махгамна (1080—1081)
- Норвегія — король Олаф III Тихий (1067—1093)
- Швеція — король Гальстен (1067—1070, 1079—1084)

### Франція
король Франції Філіп I (1060—1108)
- Аквітанія — герцог Гійом VIII (1058—1086)
- Ангулем — граф Фульк I (1048—1087)
- Анжу — граф Фульк IV Решен (1068—1109)
- Бретань — герцог Хоель II (1066—1084)
- Герцогство Бургундія — герцог Ед I (1079—1103)
- Бургундія (графство) — граф Гійом I Великий, пфальцграф (1057—1087)
- Вермандуа — граф Герберт IV, граф (1045—1080)
- Макон — граф Гійом I Великий (1078—1085)
- Мо і Труа — граф Тібо I (Тібо III де Блуа) (1066—1089)
- Мен — граф Гуго V (1069—1096)
- Невер — граф Гійом I (1040—1083)
- Нормандія — герцог Вільгельм I Завойовник (1035—1087)
- Овернь — граф Роберт II (бл. 1064 — бл. 1096)
- Руссільйон — граф Гіслаберт II (1074—1102)
- Тулуза — граф Гільом IV (1060—1094)
- Шалон — граф Жоффруа II де Донзі (1079—1096); Ґі I (1079—1113)
- Фландрія — граф Роберт I (1071—1093)

### Священна Римська імперія
Імператор Генріх IV (1056—1084)
- Баварія — герцог Генріх VIII (король Генріх IV) (1053—1054, 1077—1096)
- Саксонія — герцог Магнус (1072—1106)
- Швабія — герцог Фрідріх I (1079—1105); Бертольд I (1079—1090)

- Австрійська (Східна) марка — маркграф Леопольд II Красивий (1075—1095)
- Каринтія — герцог Луїтпольд (1076—1090)
- Лувен — граф Генріх III (1078—1095)
- Лужицька (Саксонська Східна) марка — маркграф Вратислав Чеський (1076—1081)
- Маркграфство Монферрат — Оттоне II, маркграф (1044—1084)
- Мейсенська марка — маркграф Екберт II (1068—1076, 1076—1089)
- Північна марка — маркграф Лотар Удо II (1057—1082)
- Сполето — Матильда Тосканська, герцогиня (1076—1082, 1086—1093)
- Тосканська марка — Матильда Тосканська, маркграфиня (1076—1115)
- Богемія (Чехія) — князь Вратислав ІІ (1061—1086)
  - Брненське князівство — Конрад I, князь (1061—1092)
  - Оломоуцьке князівство — Ота I, князь (1061—1087)

- Штирія (Карантанська марка) — маркграф Адальберо II (1064—1082)
- Рейнский Пфальц — Герман II, пфальцграф (1060—1085)
- Верхня Лотарингія — герцог Тьєррі II Хоробрий (1070—1115)
- Нижня Лотарингія — герцог Конрад II (1076—1087)
- Ено (Геннегау) — граф Бодуен II (1071—1098)
- Намюр (графство) — граф Альберт III (бл. 1063—1102)
- Люксембург — граф Конрад I (1059—1086)

- Голландія — граф Дірк V (1061—1091)

- Прованс —
  - граф Бертран II (бл. 1062 — бл. 1093); Бертран I (1063—1081)

- Савойя — граф Амадей II (1078—1080); Гумберт II Сильний (1080—1103)

### ЦентральнатаСхідна Європа
- Польща — князь Владислав I Герман (1079—1102)
  - Померанія — Святобор, князь (бл. 1060—1106)
- Рашка (Сербія) — Петрислав, князь (бл. 1060—1083)
  - Дукля (князівство) — жупан Михайло Воїславович (1077—1081)
- Угорщина — король Ласло I Святий (1077—1095)
- Хорватія — король Дмитар Звонимир (1075—1089)
- Київська Русь — великий князь Всеволод Ярославич (1076—1077, 1078—1093)
  - Волинське князівство — князь Ярополк Ізяславич (1078—1086)
  - Новгородське князівство — князь Святополк Ізяславич (1078—1088)
  - Переяславське князівство — князь Ростислав Всеволодович (1078—1093)
  - Полоцьке князівство — князь Всеслав Брячиславич (1044—1068, 1071—1101)
  - Турово-Пінське князівство — князь Ярополк Ізяславич (1078—1086)
  - Чернігівське князівство — князь Володимир Всеволодович Мономах (1078—1094)

### Іспанія,Португалія
- Ампуріас — граф Уго II (бл. 1078 — бл. 1116)
- Бадахос (тайфа) — емір Умар ібн Мухаммад аль-Мутаваккіл (1073/1079 — 1094)
- Барселона — граф Рамон Беренгер II (1076—1082); Беренгер Рамон II (1076—1097)
- Безалу — граф Бернардо II (1066—1085)
- Валенсія (тайфа) — емір Абу Бакр (1075—1085)
- Гранада (тайфа) — емір Абдаллах бен Булуггін (1073—1090)
- Конфлан і Серданья — граф Гійом I Рамон (1068—1095)
- Кастилія і Леон — король Альфонс VI Кастильський, імператор Іспанії (1077—1109)
- Наварра (Памплона) — король Санчо V (Санчо I Арагонський) (1076—1094)
- Пальярс Верхній — граф Артау (Артальдо) I (бл. 1049—1081)
- Пальярс Нижній — граф Рамон IV (V) (бл. 1047 — бл. 1098)
- Уржель — граф Ерменгол IV (1065—1092)
- Севілья (тайфа) — Аль-Мутамід ібн Аббад, емір (1069—1091)
- Толедо (тайфа) — емір Яхья II аль Кадір (1075—1080, 1081—1085)

- Португалія — приєднана до королівства Леон

### Італія
- Аверса — граф Жордан I (1078—1091)
- Апулія і Калабрія — Роберт Гвіскар, герцог (1059—1085)

- Венеціанська республіка — дож Доменіко Сельво (1071—1084)
- Князівство Беневентське — князь Роберт Гвіскар (1078—1081)

- Капуя — князь Жордан I (1078—1091)
- Неаполітанський дукат — герцог Сергій V (1042—1082)
- Папська держава — папа римський Григорій VII (1073—1085)

- Сицилія — Рожер I, великий граф (1072—1101)

### Візантійська імперія
- Візантійська імперія — імператор Никифор III Вотаніат (1078—1081)

| Історія | Це незавершена стаття з історії. Ви можете допомогти проєкту, виправивши або дописавши її. |